# Moisés Mamani
Moisés Mamani Colquehuanca (Moho, 30 de agosto de 1969-Lima, 12 de agosto de 2020) fue un empresario y político peruano. Fue congresista de la república en representación del departamento de Puno entre el 26 de julio de 2016 y el 30 de septiembre de 2019.

## Controversias

### Certificado de estudios falsificado
En el 2005, Mamani decidió estudiar en la Universidad Andina Néstor Cáceres Velásquez y para ello presentó un certificado de estudios de secundaria del Politécnico de Los Andes, en Juliaca. Años después, cuando se encontraba en campaña para el Congreso, la prensa puneña denunció que este certificado había sido falsificado. En agosto del 2016, cuando tenía poco más de un mes en el Congreso, la fiscal Lily Gonzales Valdivia, luego de investigar el caso denunciado por la prensa, confirmó que los certificados eran falsos.

### Mamanivideos
A inicios de 2018, hubo denuncias de ambos lados de las principales figuras del fujimorismo (entre seguidores de Kenji Fujimori y leales a Keiko Fujimori). De intentar comprar votos individualmente al otro durante el segundo proceso de vacancia presidencial contra el entonces mandatario Pedro Pablo Kuczynski. El 20 de marzo a las 5:00 p. m. del mismo año, el congresista de Fuerza Popular Moisés Mamani hizo publicó una colección de vídeos. En los cuales se mostraba a los individuos ya mencionados intentando convencerlo para votar en contra de la vacancia.

«[...]Puse al director del Proyecto Puyango Tumbes (Edgar Alvarado Córdova), puse al director del PSI, puse al director de Agroideas y estoy poniendo al prefecto de Tumbes. Estoy poniendo a Produce, estoy poniendo Senasa. Puse al director de EsSalud».
Bienvenido Ramírez, 2018, kenjivideo.

### Denuncia por impago de manutención
En marzo de 2018, Gregoria Victoria Ramos Alejo contó al programa Punto final que tuvo una hija con el parlamentario. Pero que este no cumple con su obligación de pasar manutención, pese a que el legislador, solemne, aseguró en el hemiciclo del Congreso que uno de sus principios era «no hacer el mal a nadie».

### Denuncia por acoso sexual
El 15 de noviembre de 2018, el congresista Mamani tuvo que ser desembarcado del avión que lo trasladaba a Lima debido a que se encontraba en estado de ebriedad. Asimismo, habría realizado tocamientos indebidos a una de las aeromozas del avión. En redes, la excongresista Martha Chávez y la columnista Martha Meier lo defendieron, pues consideraron que un avión es un lugar lleno de gente y que Latam no tiene prestigio. El 8 de diciembre, el Pleno del Congreso aprobó el informe de la Comisión de Ética que recomendaba sancionar a Mamani con ciento veinte días de suspensión sin sueldo por haber realizado tocamientos indebidos. 
El 1 de enero de 2019, generó nuevamente controversia al difundirse un video donde ironizó el mismo caso: 

«Saludos, hermano. Esta es la mano ¡zas! ¡Feliz año!».

 Dijo el fujimorista a un amigo no identificado. Cabe mencionar que la Comisión de Levantamiento de Inmunidad Parlamentaria aprobó por unanimidad la propuesta del dictamen para levantar el fuero parlamentario de Mamani, a pedido del Poder Judicial.[cita requerida]
Mamani fue denunciado ante la Fiscalía por el presunto delito de tocamientos indebidos. El 4 de mayo de 2019, el congresista Moises Mamani reasumió funciones en el Congreso.[cita requerida]
Tras la disolución del Congreso, decretada por el presidente Martín Vizcarra, su cargo congresal llegó a su fin el 30 de septiembre de 2019.

## Fallecimiento
El 12 de agosto de 2020, se hizo público que Mamani falleció por COVID-19, su padre y hermano habían muerto de la misma enfermedad pocos días antes. Sus restos fueron trasladados a la ciudad de Juliaca, luego de que se cambió el motivo de muerte en el certificado de defunción, tal como declaró su abogado. Es el segundo excongresista del periodo parlamentario 2016-2019 en fallecer de esta enfermedad luego de Glider Ushñahua, ambos pertenecieron a la bancada fujimorista de Fuerza Popular.